# 唐沢美樹
唐沢 美樹（からさわ みき、1982年9月7日 - ）は、日本の元AV女優。
中出し、SM、スカトロ、アナルセックス、レズなどハード路線で活動した。

## 略歴
東京都出身。2003年頃、「竹内美珠」名義でAVデビュー。SM、スカトロなどを中心に活躍する.
2005年頃、大学に復学するために引退したが、2006年頃、「唐沢美樹」名義で再デビューを果たした。
2007年5月、『最後のスカトロSM食糞中出しアナルSEX』（OPERA［オペラ］）の発売をもって引退。

## 出演作品

### アダルトビデオ
2006年
- あっ!?時間が止まった! 完全版…。(1月20日、おかず。（ケイ・エム・プロデュース）
- ケツガッチン2 アナル中出し淑女（1月25日、OPERA［オペラ］）
- 都会の上空でバレずに強制SEX？(2月16日 甲斐正明事務所（ブリット）
- 最臭兵器 エクソシスターズ5（2月25日、OPERA［オペラ］）
- AD-1クライマックス（3月19日、ドグマ）
- 人妻アナル返済 闇金地獄 弐（3月23日、グローリークエスト）
- 快感 エロ汁マンチョ4（3月25日、OPERA［オペラ］）
- メスマゾ 凌辱愛（4月25日、OPERA［オペラ］）
- アナル拷問隊  （5月4日、ディープス）
- 絶対調教2 ～いい女が狂うまで～（7月7日、アタッカーズ）
- 昼メロレイプ 若妻・陵辱 ～夫の前で犯されて～（7月20日、ヒビノ）
- DEEP INSIDE HOLE＃17（8月7日、桃太郎映像出版）
- 人妻強姦中出し 不法侵入者たちに中出しされた若妻（8月10日、隼エージェンシー）
- 人妻狩り 暴漢にレイプされた5人の人妻（8月10日、隼エージェンシー）
- B-1 対抗戦 ザ・プロレズリング Vol.01（8月11日、バトル）
- 野外 裏 もっとも危ない淫語ダンス（9月16日、ラハイナ東海）
- M・ザーメン・トランス（10月5日、ワープエンタテインメント）
- Les-noir3 肉奴隷調教飼育（10月7日、アタッカーズ）
- Monthly2時間 撮れたて素材まんま出し 4（10月15日、ワープエンタテインメント）
- マゾツンデレ（11月19日、ドグマ）
- めがねっ娘（11月19日、桃太郎映像出版）
- 秘書in… [脅迫スイートルーム] Secretary Miki（23）（12月5日、ドリームチケット）
- 女の子のSM アゲハとみき（12月7日、アタッカーズ）

2007年
- ×××でぶっ飛びヨダレ陶酔スローダンス（1月20日、ラハイナ東海）
- 蛇縛のレズリンチ 3（2月7日、アタッカーズ）
- 美脚×ローライズ短パン×露出デート 唐沢美樹（2月13日、マルクス兄弟）
- DANCE ero DANCE vol.6（2月24日、ラハイナ東海）
- ザーメン中出し凌辱キャンペーンガール（3月1日、ワンズファクトリー）
- ダンス・レズ＆ファック!! 2（3月19日、スタイルアート）
- 最高の中出しアナル食糞スカトロSEX（3月25日、OPERA［オペラ］）
- W痴女（3月25日、ジャネス）
- 超絶限界アナル中出しレイプ（4月5日、ヒビノ）
- NEXT M Generation 狂乱女たちの宴（4月7日、アタッカーズ）
- 美しい女のアナル飲尿ゴックンFUCK全編ミラクルモザイク（4月19日、エムズビデオグループ）
- オゲレズ!淫語ダンス!!（5月5日、ジャネス）
- 最後のスカトロSM食糞中出しアナルSEX（5月25日、OPERA［オペラ］）
- 昼下がりの犯され妻 10人の奴隷妻8（11月10日、隼エージェンシー）

### 成人映画
- 若妻懺悔（秘）劇場 旦那だけじゃたりないの… （2006年10月6日、竹書房）